# Pierre-Paul Renders
Pour les articles homonymes, voir Reynders.
Pierre-Paul Renders, né le 17 juillet 1963 à Bruxelles, est un scénariste et réalisateur belge. 

## Biographie
Pierre-Paul Renders naît le 17 juillet 1963 à Bruxelles.
Féru de langues anciennes (latin et grec), il termine en 1984 une licence et agrégation en philologie classique à l'université catholique de Louvain. Par intérêt pour la création et la communication audiovisuelle, il entre ensuite à l’Institut des arts de diffusion (IAD) de Louvain-la-Neuve où il obtient un diplôme de réalisation en 1989.
Comme réalisateur, il travaille tant en documentaire qu'en fiction, pour la télévision comme pour le cinéma.
En fiction, il est l’auteur de La Tendresse, un des Sept Péchés capitaux, long métrage collectif belge auto-produit en 1992 par Les Films Belges, une société créée avec ses camarades de promotion de l’IAD Frédéric Fonteyne, Yvan Le Moine, Geneviève Mersch, Beatriz Flores, Olivier Smolders et Pascal Zabus.
En 2000, il sort son premier long métrage de fiction en solo, Thomas est amoureux, produit par Diana Elbaum (Entre Chien et Loup) sur un scénario de Philippe Blasband. Le film sera sélectionné et primé à Venise en 2000, récoltera divers prix autour du monde et sera distribué dans 17 pays, dont Canada, USA, Japon, Corée du Sud, Pays-Bas, Belgique, France, Italie, Norvège, Grèce, Russie, Espagne, Suisse, Israël et Brésil.
En 2005, il réalise Comme tout le monde, nouveau long métrage sur un scénario personnel coécrit avec Denis Lapière et toujours produit par Diana Elbaum.
Il est l'auteur de divers documentaires et films de montage pour Médecins sans frontières Belgique (entre 1996 et 1998), dont Sommeil trompeur, un documentaire de 52 minutes sur la maladie du sommeil en Angola, coproduit et diffusé par la RTBF. Il a aussi réalisé plusieurs courtes VRN institutionnelles scientifiques pour la Commission européenne (DDB Focus Europe).
Depuis 2004, il supervise des exercices d'écriture et de réalisation pour étudiants en Master à l'Institut des arts de diffusion de Louvain-la-Neuve. Il donne à l'occasion des stages pour acteurs face à la caméra (Parallax, Ipso Facto, Chantiers nomades, Comedien.be…).
Parallèlement, depuis 1990, il est chroniqueur et critique de bandes dessinées pour Le Journal du médecin.
En 2006, il imagine le concept de la série Alter ego et la propose à Denis Lapière et aux éditions Dupuis. Il écrit, avec Denis Lapière, le scénario de cette bande dessinée qui sera publiée à partir de 2011 et terminée en 2014. Début 2022, il signe en collaboration avec son ami Denis Lapière l'adaptation en bande dessinée des romans à succès U4, pour les éditions Dupuis.   
Entre mars 2019 et août 2020, à la suite d'une demande du Mouvement pour un monde meilleur, il réalise « Des Arbres qui marchent », une série vidéo en huit épisodes (d’environ 35 minutes chacun) qui propose un parcours de sens en huit étapes pour changer de regard, mobiliser des ressources intérieures et avancer dans un monde qui bascule.

### Vie privée
Il a vécu à Bruxelles de 1989 à 2001, mais est originaire de Montigny-le-Tilleul, dans la région de Charleroi. Il vit actuellement à Hennuyères. Il est marié et père de 3 enfants.

## Œuvres

### Filmographie

#### Assistant réalisateur
- 1989 : Les Vloems[8] de Frédéric Fonteyne
- 1993 : Bob (le déplorable)[9] de Frédéric Fonteyne
- 1996 : Le Réveil[10] de Marc-Henri Wajnberg
- 1997 : Al Quantara[11] de Frédéric Fichefet

#### Réalisateur
- 1992 : Les Sept Péchés capitaux, séquence La Tendresse
- 2000 : Thomas est amoureux
- 2006 : Comme tout le monde.
- 2020 : Des Arbres qui marchent[7].

## Prix et récompenses
- 2011 :  prix Saint-Michel[1] du meilleur scénario (avec Denis Lapière), pour les six tomes d'Alter ego.

#### Périodiques
- Pierre-Paul Renders et de Mathieu Reynès (interviewés par Paul Giner), « Case à case : 720 histoires en six albums - Interview de Pierre-Paul Renders et de Mathieu Reynès à propos de Alter Ego », Casemate, no 36,‎ avril 2011 (ISSN 1964-504X).

#### Articles
- Pierre-Paul Renders et Denis Lapière (interviewés par Charles-Louis Detournay), « Interviews : Pierre-Paul Renders et Denis Lapière, scénaristes de U4, la nouvelle série-concept de Dupuis [Podcast] », ActuaBD,‎ 21 février 2022 (lire en ligne, consulté le 9 février 2025).
- Pierre-Paul Renders (interviewé par Nicolas Bras et Harald Duplouis), « Entrevue », Cinergie,‎ 12 mai 2022 (lire en ligne, consulté le 7 mai 2023).

### Podcasts
- Émission numéro 6 Pierre-Paul Renders émission Eclectrique présentée par Romain Pierre Giergen, sur 48FM via Mixcloud, 2016, (1 h 28 min 40 s).